# Турчинська сільська рада
Турчинська сільська рада — колишня адміністративно-територіальна одиниця та орган місцевого самоврядування у Фасівському і Володарсько-Волинському (Володарському) районах Коростенської і Волинської округ, Київської та Житомирської областей Української РСР з адміністративним центром у селі Турчинка.

## Населені пункти
Сільській раді на час ліквідації були підпорядковані населені пункти:
- с. Новий Бобрик;
- с. Стара Борова;
- с. Турчинка.

## Населення
Кількість населення ради, станом на 1923 рік, становила 1 358 осіб, кількість дворів — 277.

## Історія та адміністративний устрій
Створена 1923 року в складі сіл Новий Бобрик, Борова Рудня (Стара Борова) і Турчинка Фасівської волості Житомирського повіту Волинської губернії. 7 березня 1923 року включена до складу новоствореного Фасівського району Коростенської округи. 23 вересня 1925 року, відповідно до постанови ВУЦВК та РНК УСРР «Про зміни в адміністративно-територіальному поділі Житомирської та Коростенської округ», сільську раду передано до складу Володарського (згодом — Володарсько-Волинський) району Волинської округи.
Станом на 1 вересня 1946 року сільська рада входила до складу Володарсько-Волинського району Житомирської області, на обліку в раді перебували села Новий Бобрик, Стара Борова і Турчинка.
11 серпня 1954 року, відповідно до указу Президії Верховної ради Української РСР «Про укрупнення сільських рад по Житомирській області», об'єднана з Ісаківською сільською радою у новоутворену Новоборівську сільську раду Володарсько-Волинського району Житомирської області.